# Bovenmantel

Interne opbouw van de Aarde in "schillen": geel = kern, lichtoranje = ondermantel, donkeroranje = bovenmantel, bruin = korst.

Met de bovenmantel wordt het bovenste gedeelte van de aardmantel bedoeld, een laag in de Aarde die zich uitstrekt vanaf de onderkant van de aardkorst (de zogenaamde Moho) tot rond de 700 km diepte. De ondergrens van de bovenmantel is niet per definitie duidelijk vastgelegd en kan in de literatuur variëren van 660 km tot rond de 920 km diepte. In elk geval vormt de bovenmantel in volume ongeveer een derde van de gehele mantel.

## Eigenschappen
Omdat de aardkorst plaatselijk in dikte kan verschillen van 7 km onder de oceanen (oceanische korst) tot 60 km onder continenten (continentale korst) ligt de bovengrens van de mantel op zeer variabele diepte. Het bovenste gedeelte van de mantel, dat direct onder de korst ligt, gedraagt zich nog zeer rigide en wordt tot de lithosfeer gerekend (de zogenaamde lithosferische mantel). Onder de continenten kan de lithosfeer enkele honderden kilometers dik zijn, onder de oceanen is ze meestal dunner.
Onder de lithosfeer begint de asthenosfeer (ongeveer 150 tot 350 km diepte). Door de toenemende temperatuur (ongeveer 1300 °C) gedraagt het gesteente zich hier veel plastischer (de viscositeit is kleiner) en kan plaatselijk ook partieel smelten. Daarom vormt de astheosfeer een "zwakke" laag, waarover de tektonische platen van de lithosfeer kunnen bewegen. Omdat de seismische snelheden in de asthenosfeer lager zijn wordt ze door seismologen wel low velocity zone genoemd.
Door het stijgen van de temperatuur zou verwacht kunnen worden dat gesteente op grotere dieptes volledig gesmolten zou zijn. Door de eveneens toenemende lithostatische druk is dit echter niet het geval. Onder de asthenosfeer wordt het materiaal juist weer rigider en visceuzer. Ondanks dat op deze dieptes vooral plastische deformatie plaatsvindt, komen tot 600 km diepte aardbevingen voor. Het bestaan hiervan is nog niet helemaal verklaard.
Tussen 400 en ongeveer 700 km diepte liggen een aantal seismische discontinuïteiten, waar de mineralen waar de mantel uit is opgebouwd via faseovergangen een grotere dichtheid krijgen. Deze zone vormt de scheiding met de ondermantel en wordt de manteltransitiezone genoemd. Behalve dichtheid, druk en temperatuur nemen hier ook de seismische snelheden naar beneden gezien toe.

## Chemische samenstelling
Hoewel zeldzaam, worden soms fragmenten van de mantel aan het aardoppervlak gebracht door tektoniek of vulkanisme. Hieruit blijkt dat de bovenmantel uit verschillende typen peridotiet bestaat, een gesteente dat voornamelijk uit de mineralen olivijn en pyroxeen is opgebouwd. Seismologische gegevens laten zien dat van een grote heterogeniteit geen sprake kan zijn.
Daarmee onderscheidt de mantel zich chemisch van de korst, die uit lichtere gesteenten met een hogere concentratie silica (SiO2) bestaat.
Door partieel smelten in de warmere en relatief ondiepe zones onder mid-oceanische ruggen vindt kristalfractionatie plaats. Hierbij wordt gesteente verarmd in de meer felsische (silicarijke) componenten, die als magma naar boven stromen. Wat overblijft zijn ultramafische gesteenten als duniet of harzburgiet.
Bij subductiezones kan korstmateriaal in de mantel terechtkomen. Vluchtige bestanddelen uit gesubduceerde korst zullen smelten en naar boven stijgen, waarbij ze het smeltpunt van het mantelgesteente waar ze doorheen bewegen omlaag brengen. Dit zorgt ervoor dat het betreffende gesteente partieel smelt.